# Justin Gatlin
Justin Gatlin (ur. 10 lutego 1982 w Nowym Jorku) – amerykański lekkoatleta, sprinter.

## Szkic kariery
Zawodnik klubu w Raleigh, w Karolinie Północnej. Jesienią 2000 rozpoczął treningi na uniwersytecie Tennessee, początkowo jako obiecujący płotkarz na dystansie 110 m. Po dwóch latach należał już do czołówki sprinterów USA w biegu płaskim, a w 2004 na letnich igrzyskach olimpijskich w Atenach zdobył złoty medal w biegu na 100 m, w czasie 9,85 sekundy, pokonując Francisa Obikwelu z Portugalii i obrońcę tytułu, swojego rodaka Maurice’a Greene’a. Zdobył także brązowy medal w biegu na 200 m i srebrny w sztafecie 4 x 100 m.
Na mistrzostwach świata w Helsinkach w 2005 zdobył dwa złote medale w biegu na 100 m i 200 m, powtarzając wyczyn Maurice’a Greene’a z mistrzostw świata w Sewilli przed sześcioma laty, z kolei powtórzonego przez Tysona Gaya na następnych mistrzostwach świata w Osace w 2007.
Podczas mityngu Super Grand Prix w Dosze 12 maja 2006 w Katarze wynikiem 9,77 wyrównał rekord świata w biegu na 100 m, osiągnięty przez Jamajczyka Asafy Powella w Atenach w dniu 14 czerwca 2005 roku. Początkowo myślano, że Gatlin pobił rekord (9.76), ale ku wielkiemu zdziwieniu lekkoatlety po pięciu dniach IAAF anulowało rekord.
Zwycięzca łącznej punktacji Diamentowej Ligi 2013 w biegu na 100 metrów.

## Doping i 4-letnie zawieszenie
22 kwietnia 2006 roku Gatlin został przyłapany na dopingu (wysoki poziom testosteronu). Groziła mu dożywotnia dyskwalifikacja, jako że jest to jego drugi przypadek dopingu, ale ostatecznie Amerykańska Agencja Antydopingowa (USADA) ogłosiła 22 sierpnia 2006, że został zdyskwalifikowany na 8 lat. Lżejsza kara była mitygowana jego współpracą z agencją, jak i czynnikami mitygującymi przy pierwszym przypadku dopingu, kiedy to  wykryto w nim zabronioną substancję, którą podobno zażył w lekarstwie na ADHD (zespół nadpobudliwości psychoruchowej).
Jego rekord świata w biegu na 100 m został unieważniony. IAAF rozważało też anulowanie jego tytułów z sezonów 2004-2005.
Ostatecznie dostał 4 lata dyskwalifikacji. Powrócił w sezonie 2010.

## Wyniki
| Rok  | Zawody                    | Miejsce        | Konkurencja        | Wynik    | Pozycja |
| ---- | ------------------------- | -------------- | ------------------ | -------- | ------- |
| 2003 | Halowe mistrzostwa świata | Birmingham     | Bieg na 60 m       | 6,46     | złoto   |
| 2003 | Światowy Finał IAAF       | Monako         | Bieg na 100 m      | 10,12    | 4.      |
| 2004 | Igrzyska olimpijskie      | Ateny          | Bieg na 100 m      | 9,85     | złoto   |
| 2004 | Igrzyska olimpijskie      | Ateny          | Bieg na 200 m      | 20,03    | brąz    |
| 2005 | Mistrzostwa świata        | Helsinki       | Bieg na 100 m      | 9,88     | złoto   |
| 2005 | Mistrzostwa świata        | Helsinki       | Bieg na 200 m      | 20,04    | złoto   |
| 2005 | Światowy Finał IAAF       | Monako         | Bieg na 200 m      | 20,25    | 4.      |
| 2011 | Mistrzostwa świata        | Daegu          | Bieg na 100 m      | Półfinał | 13.     |
| 2011 | Mistrzostwa świata        | Daegu          | Sztafeta 4 × 100 m | DNF      | DNF     |
| 2012 | Halowe mistrzostwa świata | Stambuł        | Bieg na 60 m       | 6,46     | złoto   |
| 2012 | Igrzyska olimpijskie      | Londyn         | Bieg na 100 m      | 9,79     | brąz    |
| 2012 | Igrzyska olimpijskie      | Londyn         | Sztafeta 4 × 100 m | 37,04    | srebro  |
| 2013 | Mistrzostwa świata        | Moskwa         | Bieg na 100 m      | 9,85     | srebro  |
| 2013 | Mistrzostwa świata        | Moskwa         | Sztafeta 4 × 100 m | 37,66    | srebro  |
| 2015 | IAAF World Relays         | Nassau         | Sztafeta 4 × 100 m | 37,38    | złoto   |
| 2015 | IAAF World Relays         | Nassau         | Sztafeta 4 × 200 m | DSQ      | DSQ     |
| 2015 | Mistrzostwa świata        | Pekin          | Bieg na 100 m      | 9,80     | srebro  |
| 2015 | Mistrzostwa świata        | Pekin          | Bieg na 200 m      | 19,74    | srebro  |
| 2015 | Mistrzostwa świata        | Pekin          | Sztafeta 4 × 100 m | DSQ      | DSQ     |
| 2016 | Igrzyska olimpijskie      | Rio de Janeiro | Bieg na 100 m      | 9,89     | srebro  |
| 2016 | Igrzyska olimpijskie      | Rio de Janeiro | Bieg na 200 m      | Półfinał | 9.      |
| 2016 | Igrzyska olimpijskie      | Rio de Janeiro | Sztafeta 4 × 100 m | DSQ      | DSQ     |
| 2017 | IAAF World Relays         | Nassau         | Sztafeta 4 × 100 m | 38,43    | złoto   |
| 2017 | Mistrzostwa świata        | Londyn         | Bieg na 100 m      | 9,92     | złoto   |
| 2017 | Mistrzostwa świata        | Londyn         | Sztafeta 4 × 100 m | 37,52    | srebro  |
| 2019 | Mistrzostwa świata        | Doha           | Bieg na 100 m      | 9,89     | srebro  |
| 2019 | Mistrzostwa świata        | Doha           | Sztafeta 4 × 100 m | 37,10    | złoto   |

## Rekordy życiowe
| Konkurencja        | Czas  | Wiatr    | Miejsce                   | Data            |
| ------------------ | ----- | -------- | ------------------------- | --------------- |
| Bieg na 100 metrów | 9,74  | +0,9 m/s | Doha, Katar               | 15 maja 2015    |
| Bieg na 200 metrów | 19,57 | +0,4 m/s | Eugene, Stany Zjednoczone | 28 czerwca 2015 |